# Bàrnabo delle montagne (romanzo)
Bàrnabo delle montagne è il primo romanzo dello scrittore italiano Dino Buzzati, pubblicato nel 1933.
Tradotto in tedesco nel 1935, il libro ha avuto numerose traduzioni e ha dato vita a un film omonimo nel 1994.

## Trama
Bàrnabo è un giovane guardaboschi che vive con i suoi compagni in una casa tra le montagne: tra i loro compiti vi è quello di sorvegliare "la Polveriera", un deposito di munizioni ed esplosivi.
Un giorno Del Colle, il capo dei guardiani, viene ucciso da alcuni briganti.
Qualche tempo dopo Bàrnabo, di ritorno da un'escursione con il compagno Bertòn, si accorge che i briganti stanno nuovamente attaccando: spaventato, non interviene ad aiutare i suoi compagni e si nasconde.
Una volta terminato l'assalto, in cui Bertòn rimane ferito ad una gamba, Bàrnabo ritorna dai guardaboschi. Non riuscendo a giustificare la propria assenza, il giovane viene licenziato e scacciato.
Amareggiato, si reca dal cugino in campagna e lavora come contadino. Ma l'ex-guardaboschi ha nostalgia delle montagne e rimpiange la sua vita passata.
Passano alcuni anni. Un giorno, Bàrnabo incontra il suo amico Bertòn, che gli consiglia di tornare. Bàrnabo viene anche a sapere che i briganti hanno nuovamente attaccato.
L'anno seguente, accompagnato da Bertòn, Bàrnabo ritorna; la Polveriera è stata svuotata, munizioni ed esplosivi trasferiti al paese. Bàrnabo accetta di rimanere solo, come unico guardaboschi.
I compagni gli promettono di raggiungerlo in occasione di un atteso ritorno dei briganti.
Bàrnabo, da solo, attende i briganti, che effettivamente arrivano. Il guardaboschi li prende di mira; ma, ora che non ha più paura e ha la possibilità di rifarsi, sceglie deliberatamente, di non sparare: ormai ha trovato la serenità. I briganti si allontanano per non tornare più, e Bàrnabo resta a vivere in solitudine tra le sue montagne.

## Opere derivate
Da questo libro è stato tratto nel 1994 il film omonimo diretto da Mario Brenta, con Marco Pauletti nel ruolo del  protagonista. Musiche di Stefano Caprioli.

## Edizioni
- Dino Buzzati Traverso, Bàrnabo delle montagne, Milano; Roma: Treves-Treccani-Tumminelli, 1933
- Dino Buzzati, Barnabo delle montagne, Milano: A. Garzanti, 1949
- Dino Buzzati, Barnabo delle montagne, presentazione e note di Giuseppe Trevisani, Milano: Garzanti, 1957
- Dino Buzzati Barnabò delle montagne: romanzi, Milano: Garzanti, 1972
- Barnabo delle montagne; Il segreto del Bosco vecchio: romanzi, Milano: A. Mondadori, 1979
- Dino Buzzati; Bàrnabo delle montagne, introduzione di Claudio Toscani, Milano: A. Mondadori, 1994
- Dino Buzzati; Bàrnabo delle montagne, introduzione di Claudio Toscani, Milano: Oscar Mondadori, 2000
- Dino Buzzati; Bàrnabo delle montagne, legge: Laura Carcereri De Prati, Feltre: Centro Internazionale del Libro parlato, 2005
- Dino Buzzati; Bàrnabo delle montagne, legge: Luciana Moretto, Feltre: Centro Internazionale del Libro Parlato, 2010
- Dino Buzzati; Bàrnabo delle montagne, prefazione di Marzio Breda, Milano: Corriere della Sera, 2017
- Dino Buzzati; Bàrnabo delle montagne, Milano: GEDI, 2021